# Zinkstuk

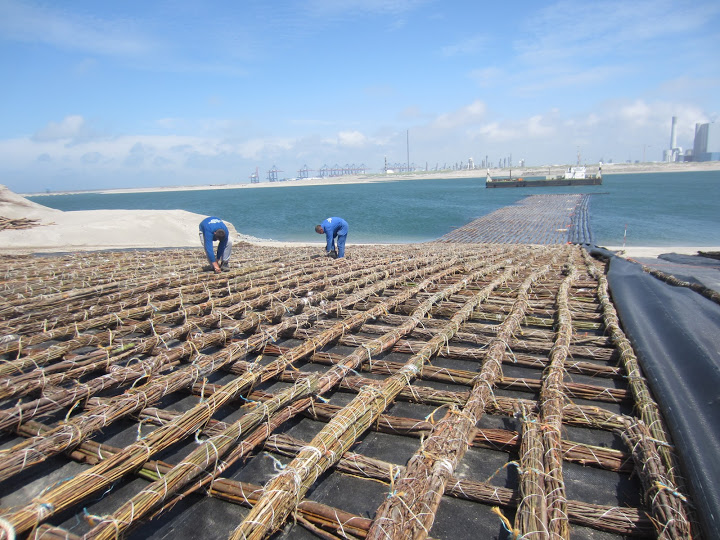
Zinkstuk Maasvlakte 2

Een zinkstuk is een grote gevlochten mat van rijshout. Rijshout is de verzamelnaam voor tenen en twijgen van veelal wilgenhout die oorspronkelijk werden geoogst in de grienden langs de rivieren en in de Biesbosch. Tegenwoordig zijn er ook speciaal aangelegde plantages voor de productie van rijshout. De bedoeling van een zinkstuk is de bodem onder water te beschermen tegen stromingen en erosie. Ook de oevers van rivieren en stromen worden ermee versterkt, alsmede werken langs de kust, bijv. strandhoofden. Hiervoor moet een zinkstuk waterdoorlatend en zanddicht zijn. In vroeger jaren werd een zinkstuk zanddicht gemaakt door er een rietlaag in op te nemen, tegenwoordig gebruikt men hiervoor een geotextiel.

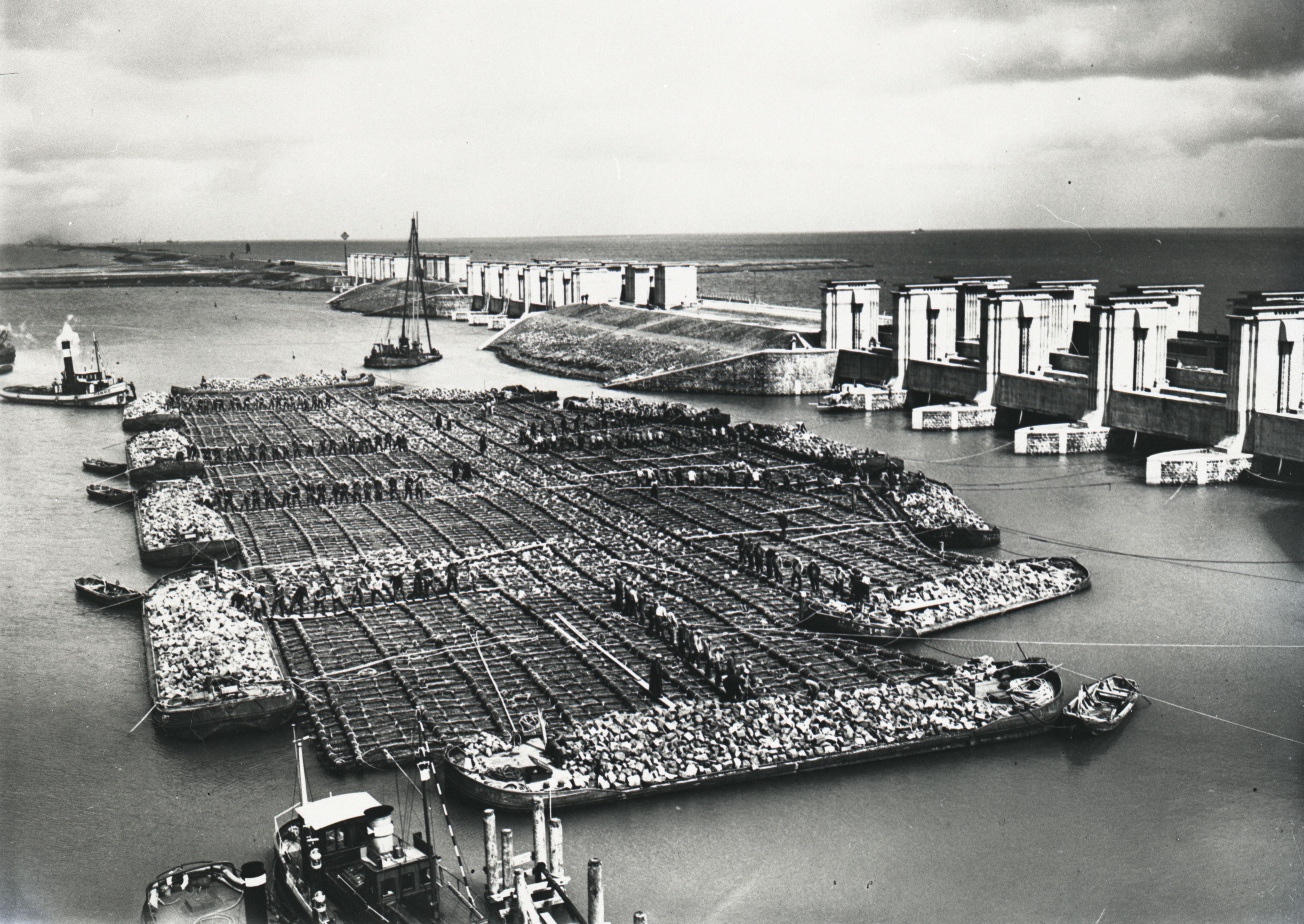
Afzinken van een zinkstuk bij de Stevinsluizen in de Afsluitdijk, 1932

## Opbouw van een klassiek zinkstuk

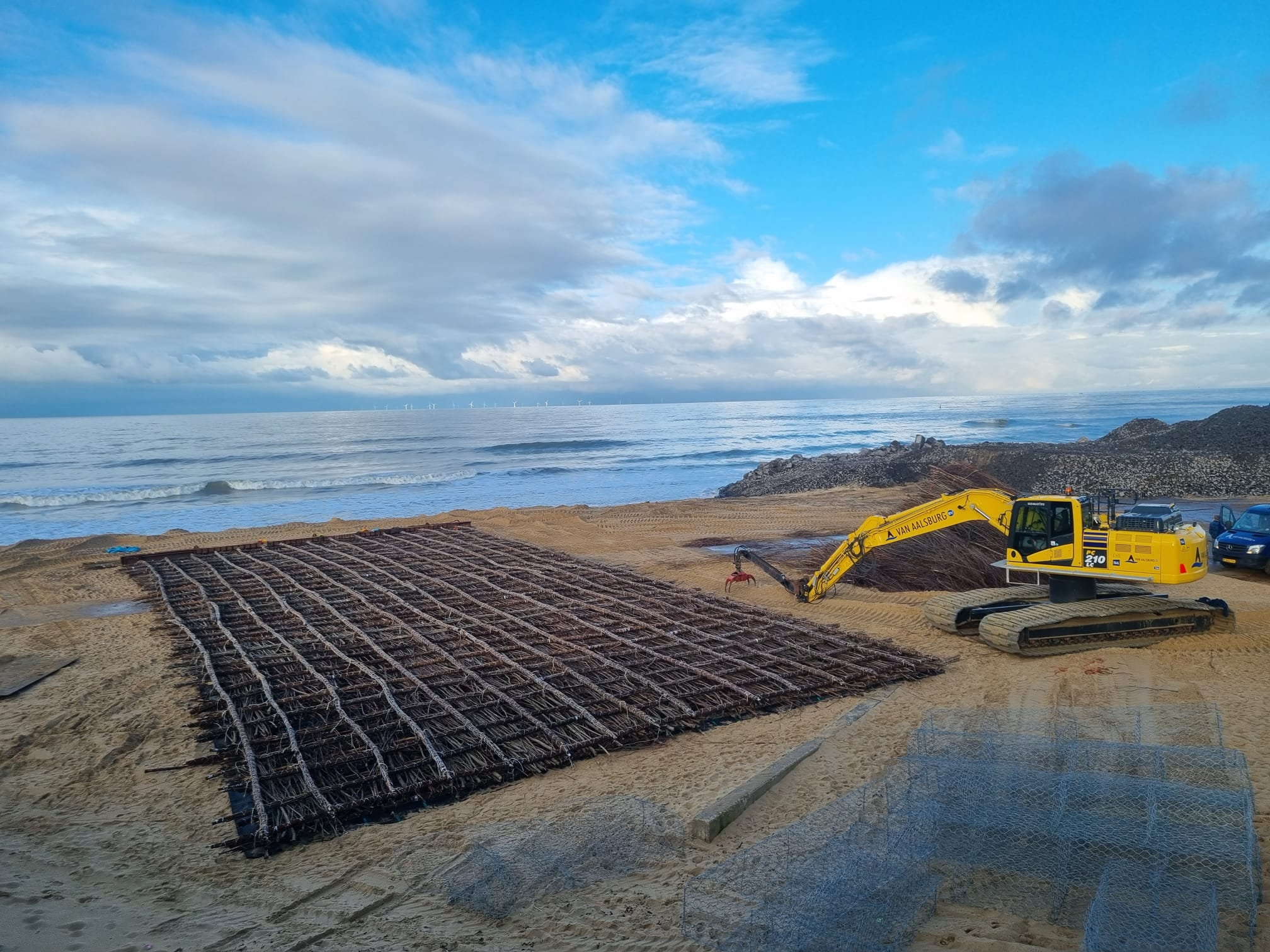
Klassiek zinkstuk Wenduine

Het voornaamste bestanddeel van een klassiek zinkstuk zijn wilgentenen en de ervan gefabriceerde wiepen. Wilgenhout heeft een aantal eigenschappen die van belang zijn bij het gehele proces van het vervaardigen en afzinken van een zinkstuk. Zo is wilgenhout erg buigzaam, stevig en heeft het vermogen tot drijven. De mat wordt gemaakt op een stuk grond direct aan het water (de zate). Wanneer het vlechtwerk klaar is wordt de mat naar de gewenste plek gesleept en met behulp van stortstenen afgezonken naar de bodem.

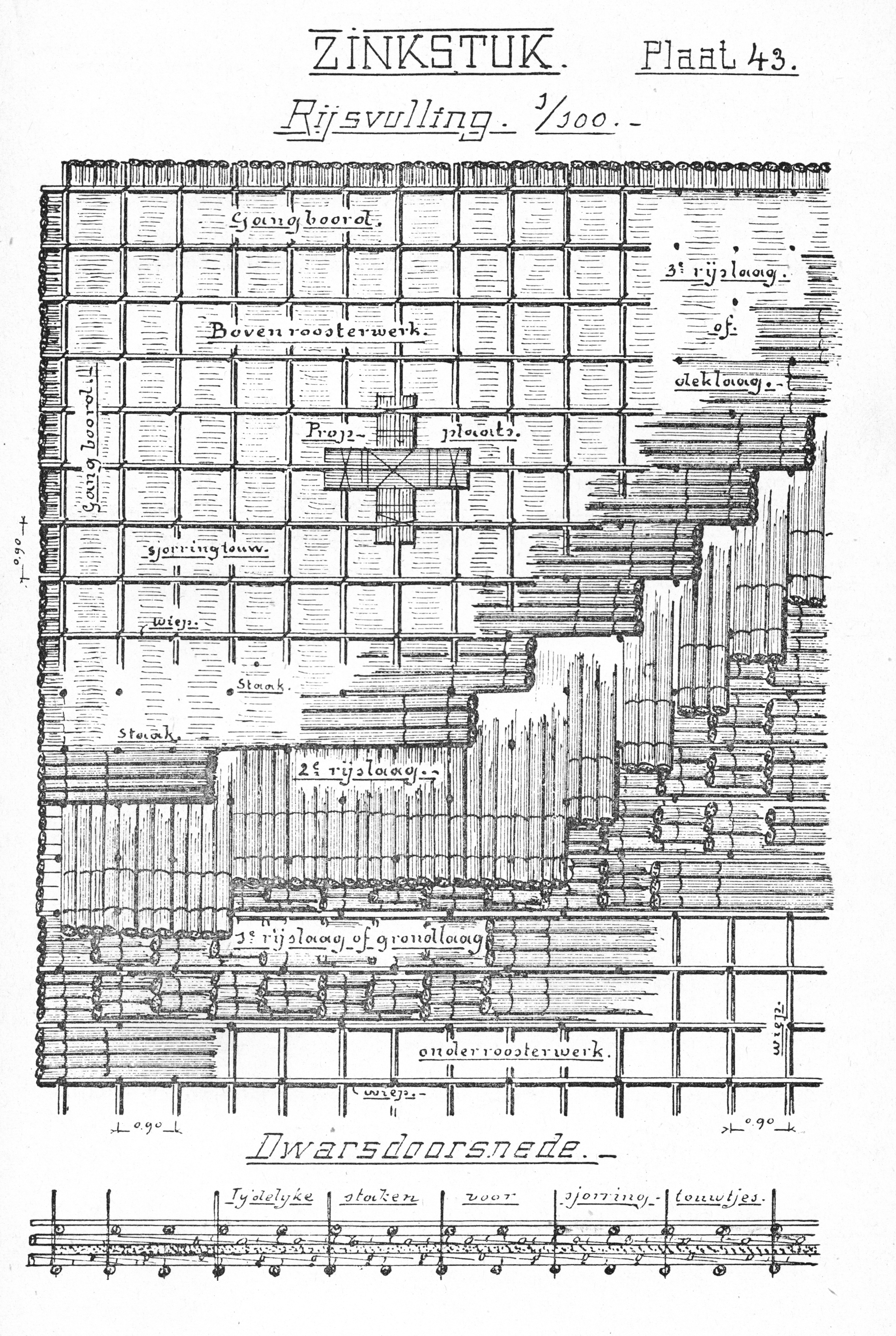
Tekening van een klassiek zinkstuk (1920)

De onderlaag van het klassieke zinkstuk bestaat uit een onder roosterwerk van kruislings geplaatste wiepen. Deze wiepen hebben een tussenliggende afstand van ongeveer een meter. Daarop liggen twee lagen wilgentenen over elkaar (de 1e rijslaag en de 2e rijslaag). Deze lagen liggen dwars op elkaar. Tussen deze lagen is een riet laag aangebracht om het zinkstuk zanddicht te maken. Soms werd boven de 2e rijslaag nog een derde aangebracht voor extra stevigheid. Daarboven komt het boven roosterwerk van wiepen, om alles bij elkaar te houden. Dit gebeurt door met touw het onder en boven roosterwerk met elkaar te verbinden. Boven op het zinkstuk worden vaak nog een soort "schuttingen" gebouwd, zgn. tuinen. De functie van deze tuinen is om ervoor te zorgen dat de stortsteen er tijdens het afzinkproces niet afrolt. De opbouw van klassieke zinkstukken wordt in detail beschreven in het boek Hollands' Rijshout.
Tijdens de productie van het klassieke zinkstuk worden er eerst wiepen gemaakt. Een machine draait links- en rechtsom touw om wilgenhout, zodat er een soort lange rol ontstaat. Deze lange rollen worden wiepen genoemd. Vroeger werd een wiep aan de wiepstelling gemaakt. Hiervoor waren er veel rijswerkers nodig. Door middel van de wiepenmachine ging dit veel sneller en efficiënter. Men kan zelfs de dikte en lengte van de wiepen naar behoefte veranderen.
Vervolgens worden de wiepen in een rooster gelegd. Het werkrooster wordt gemarkeerd door werkpaaltjes, die aangeven waar de wiepen uitgelegd moeten worden. Hierna wordt het rijshout tussen de wiepen neergelegd en de 2e rijslaag aangebracht. Als laatste wordt de deklaag geplaatst. Het zinkstuk is nu ongeveer een halve meter dik. Tot slot worden de sjorren aangetrokken zodat het een geheel wordt.

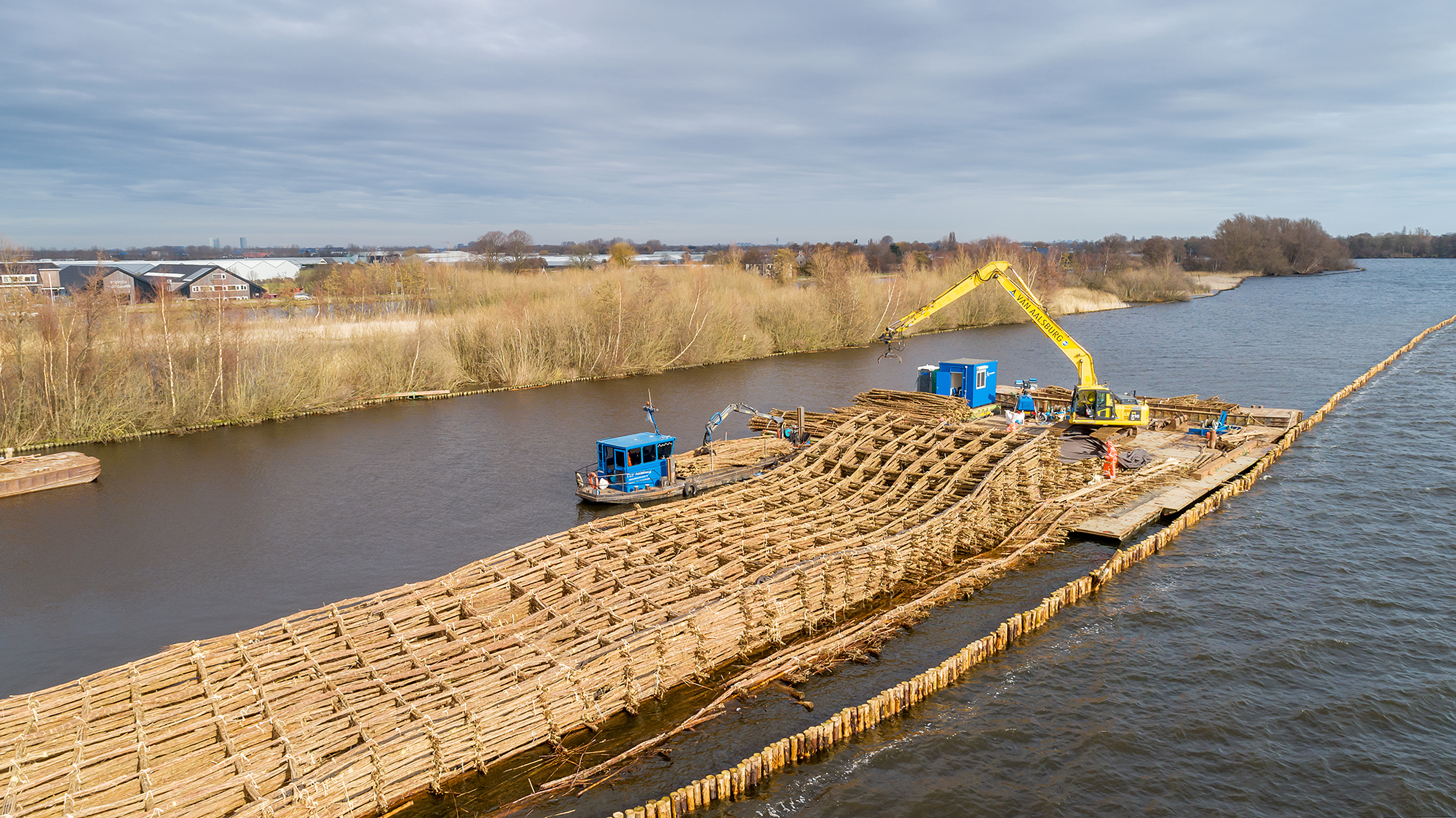
Geheel duurzaam eilanden bouwen

## Opbouw van een modern zinkstuk

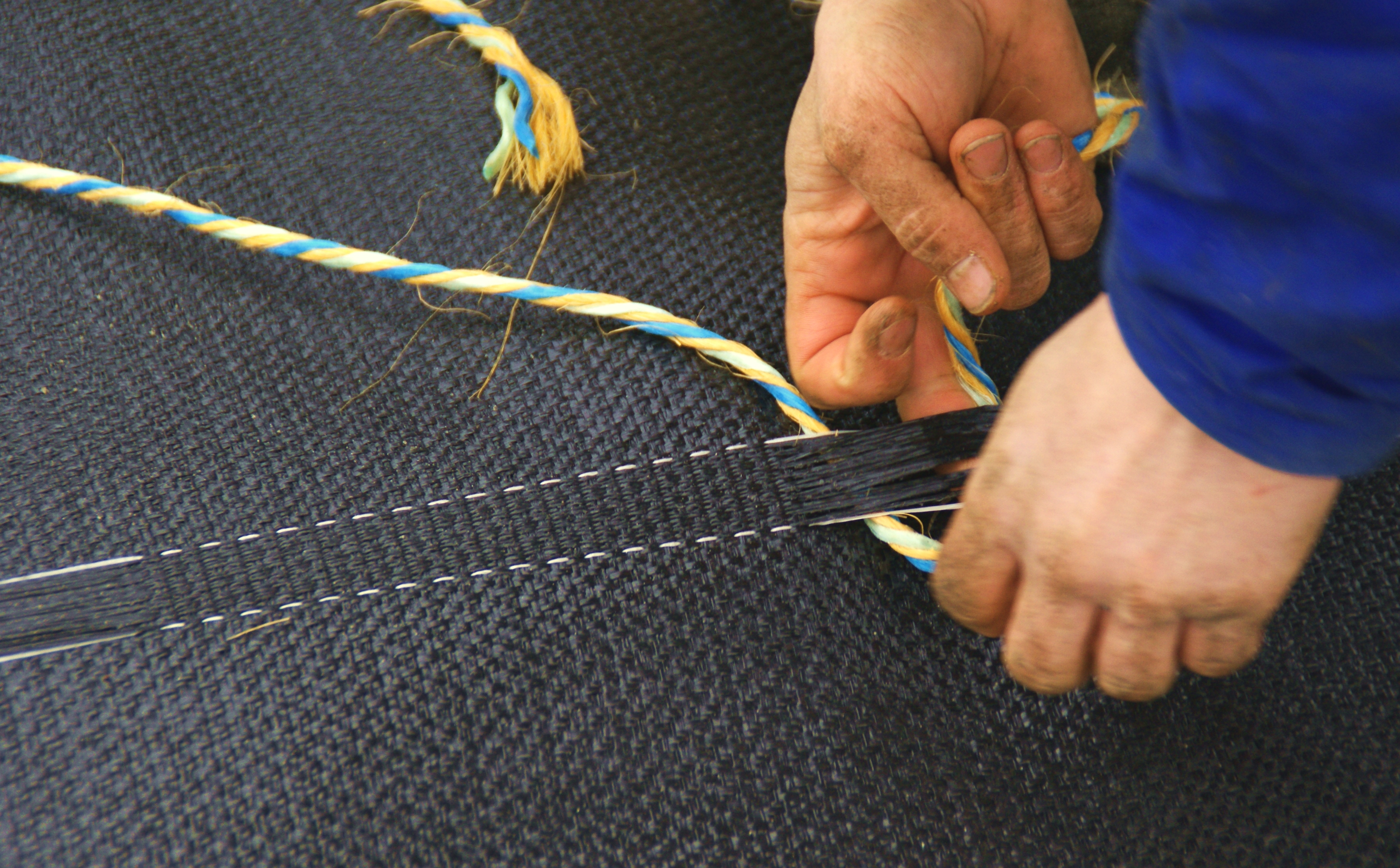
Polypropyleen doek met ingeweven lussen om het doek met touw aan een wiepenrooster te bevestigen

Na ca. 1960 worden deze klassieke zinkstukken nog maar zelden toegepast. De toepassing beperkt zich tot locaties waar, meestal om natuurredenen, niet met kunststof gewerkt mag worden. Moderne zinkstukken bestaan uit een geweven polypropyleendoek. Het geweven polypropyleendoek is waterdoorlatend, zanddicht en bevat ingeweven lussen. Door de ingeweven lussen kan het doek met touw aan een wiepenrooster bevestigd worden, zonder dat er gaten hoeven te worden gemaakt. Deze moderne zinkstukken zijn veel minder dik, en gaan langer mee. De functie van het wiepenrooster is om het doek voldoende drijfvermogen en stevigheid te geven gedurende het afzinkproces. Als je op een doek zonder wiepenrooster een steen stort, komt het doek nooit vlak op de bodem. Tevens dient het ervoor te zorgen dat de breuksteen er niet afrolt (als het doek onder een helling geplaatst wordt, zoals in bijgaande foto.
Voor moderne zinkstukken wordt verwezen naar het boek Zink- en aanverwante werken, benevens het hoe en de wijze waarop.
Ook voor de Deltawerken zijn er zinkstukken gemaakt die bestaan uit doek met daarop vast bevestigde betonblokken. Deze blokkenmatten werden op een rol gerold en afgezonken. Dit werd gedaan door de rol af te rollen met een speciaal schip, de Cardium. Doordat er veel spanning op het doek zou komen te staan is deze versterkt met staalkabels.

## Plaatsen van een zinkstuk
Tijdens het plaatsen van een zinkstuk wordt het zinkstuk verzwaard met stortstenen. Hierdoor zakt het zinkstuk naar de bodem. In getijdenwateren moet dat gebeuren op een moment dat er geen getijdenstromingen zijn, dus tijdens de hoog- of laagwaterkentering. Als het zinkstuk op z'n plaats ligt, is de onderliggende bodem beschermd tegen de erosie door het stromende water. Er vindt geen vervorming van de bodem of de oever meer plaats.
De stortstenen op hun beurt, zorgen ervoor dat het zinkstuk op zijn plaats blijft en bieden bij oevers bescherming tegen golfslag. Deze bescherming blijft jarenlang, soms tot wel 100 jaar, in stand. Het maken van deze matten gebeurt in grote lijnen al ruim een eeuw lang op dezelfde manier. Er worden nu ook moderne materialen bij toegepast, zoals sjorringen en bindingen.
In het verleden werd een zinkstuk afgezonken door er met een groot aantal mensen gelijkmatig stenen op te brengen (zie foto Afsluitdijk). Het is van belang dat de stenen gelijkmatig aangebracht worden, en dat op het moment van zinken iedereen van het zinkstuk af is.

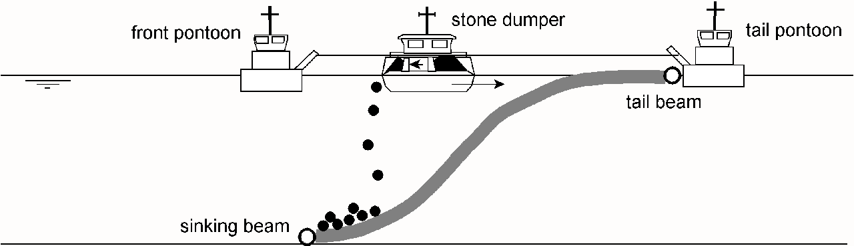
Afzinken van een zinkstuk met twee pontons en een zijstorter.

Bij kraagstukken en bij zinkstukken wordt in ondiep water de bestorting uitgevoerd met een grijperkraan. Voor dieper water, en bij het afzinken van zinkstukken in stroming worden meestal zijstorters gebruikt, dit zijn schepen die hun lading gelijkmatig langs de zijkant van het schip overboord kunnen schuiven. In zo'n geval wordt het zinkstuk vaak door twee pontons op zijn plaats gehouden. Aan een kant wordt het stuk afgezonken door de zinkbalk (een holle buis) met water te vullen. Dan komt de zijstorter tussen beide pontons in en stort langzaam (in dit voorbeeld van links naar rechts) steen op het zinkstuk dat daardoor gelijkmatig naar de bodem gaat. Vervolgens wordt ook de rechter zinkbalk afgezonken door deze te laten vollopen. Als het zinkstuk volledig geballast is met stortsteen worden de zinkbalken losgekoppeld, volgepompt met lucht waardoor ze gaan drijven en zijn gereed voor hergebruik (in dit voorbeeld is de stroming van links naar rechts).
Veel oude zinkstukken zijn te vinden langs de Wester- en Oosterschelde. Deze waren daar aangebracht om uitschuring langs de dijken te voorkomen en zo dijkvallen tegen te gaan. Omdat het maken van een zinkstuk vrij arbeidsintensief en duur wordt op deze plaatsen meestal een (relatief dikke) laag fijne breuksteen of grind gestort.
Bij de constructie van strekdammen en kribben in rivieren worden zinkstukken nog altijd toegepast. Net als aan de kust, bij het construeren van dammen en dijken door open water en bij het geschikt maken van vaarwater voor (zware) scheepvaart. Deze techniek is bijvoorbeeld toegepast bij de Afsluitdijk en bij afsluitdammen in Zeeland. Daarnaast wordt deze techniek in die provincie toegepast bij dijkverzwaringen in bijvoorbeeld de Oosterschelde. Ook bij de aanleg en verlenging van de pieren van IJmuiden en de verbreding van het Noordzeekanaal (1960-1967) werden veel zinkstukken gebruikt.

## In het buitenland
Aangenomen wordt dat een zinkstuk een Nederlandse uitvinding is. Bekend is dat Cornelis Vermuyden halverwege de 17e eeuw in Engeland afsluitingswerken heeft uitgevoerd en daar zinkstukken heeft geïntroduceerd, onder andere bij de drooglegging van The Fens, een veengebied in East Anglia aan The Wash tussen King's Lynn, Cambridge en Lincoln.
Ongeveer in de zelfde tijd heeft Cornelis Janszoon Meijer het gebruik van rijshout en zinkstukken voorgesteld bij de regulering van de Tiber en bij verschillende verbeteringen van havenhoofden.

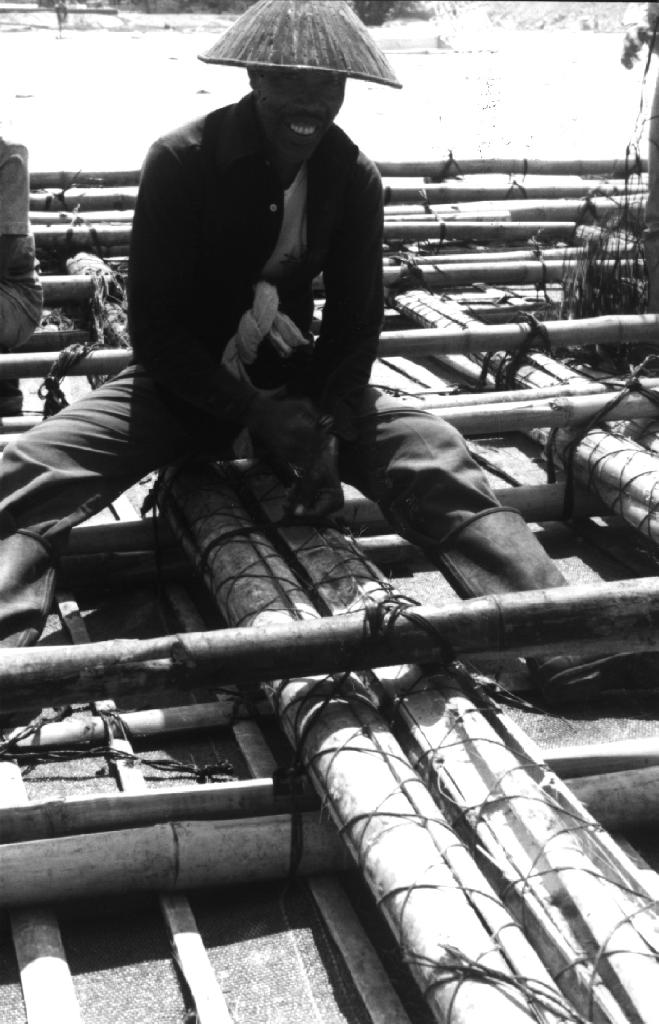
Bamboe zinkstuk

Op verzoek van de Japanse overheid is in de 19e eeuw een aantal Nederlandse waterbouwkundigen enige tijd in Japan werkzaam geweest, de watermannen. Een van hen, Cornelis van Doorn heeft daar het Nederlandse zinkstuk geïntroduceerd dat daar de Westerwiel methode genoemd wordt naar een van de Nederlandse rijswerkers, en is nu in Japan bekend als "traditionele Japanse methode".
Zinkstukken worden nog steeds internationaal veel gebruikt. In 2023 voor een project op Aruba. Maar met name zijn er veel toepassingen in ontwikkelingslanden geweest, waar deze techniek in het kader van ontwikkelingshulp geïntroduceerd is. Het is namelijk een arbeidsintensieve methode, die geen grote investeringen (in buitenlandse deviezen) vraagt. Met name in Bangladesh, Vietnam en Laos zijn klassieke zinkstukken veel gebruikt.
In tropische landen wordt in plaats van wilgenhout vooral bamboe gebruikt. Dat is meestal lokaal beschikbaar en daardoor veel goedkoper.